# Râul Jibra, Avrig
Râul Jibra este un curs de apă, afluent al râului Moașa. 